# Brigitte Lo Cicero
Brigitte Lo Cicero est une actrice, autrice et metteuse en scène française.
Elle est représentée par l'agence Gauthier Martin.

## Biographie
Elle fait ses débuts sur la scène du cinéma international lors du festival de Cannes 2011, où elle est très remarquée par le public et la critique dans la scène d'ouverture de L'Exercice de l'État (The Minister) de Pierre Schöller, pour son rôle de la femme du rêve crocodile.
Auparavant elle a, entre autres, travaillé avec David Cronenberg (The Fly - opéra joué au théâtre du Châtelet, 2008), Laurence Ferreira Barbosa (Le Cabinet du docteur Hartinol - court-métrage, 2009), Alexandre Arcady (Comme les cinq doigts de la main -  long-métrage, 2010), etc.
À l'automne 2011, elle évoque le glamour hollywoodien des années 1950 dans une pièce de théâtre qu'elle a écrite et mise en scène, Une chambre à Hollywood, dans laquelle elle tient le rôle de Nelly Vermer (personnage principal),. Le texte de la pièce est publié en 2012 chez Alna Éditeur.
Brigitte Lo Cicero fait également partie des acteurs récurrents de la série de Stéphane Kazandjian et Marc Eisenchteter appelée Détectives diffusée en 2012.
À l'occasion du festival international « 48 Hour Film Project », Brigitte Lo Cicero reçoit le prix de la meilleure Actrice pour son rôle dans Déclic d'Arnaud Prochasson, un road-movie produit par PCPM Productions (Dijon, juin 2012).
En 2013, elle est Clara (personnage récurrent) dans la saison 1 de L'Agence, web-série produite par Capa prod.
Sa pièce, Une chambre à Hollywood, est jouée à nouveau au théâtre du Petit Hébertot du 14 avril au 30 juin 2013 avec une nouvelle distribution ; Brigitte Lo Cicero y interprète toujours Nelly Vermer, cette fois aux côtés de Didier Forest, Déborah Amsens et Bruce Tessore (en alternance avec David Sevier),.
En 2013, Brigitte Lo Cicero joue Sally Pépin, l'adjointe du shérif Winston Lamarche (interprété par Bernie Bonvoisin), dans le moyen-métrage Woman With No Name, un western de Fabio Soares (Bacon & Cheese Movies production).
En 2014, elle joue dans Nectar de Lucile Hadzihalilovic (production De Films en aiguille) en sélection nationale au 36e festival du court métrage de Clermont-Ferrand.
Elle débute en 2015 à la réalisation avec Le Jour du marché (scénario co-écrit avec l'écrivain et scénariste Hafid Aggoune), un court-métrage avec Nina Meurisse, Robert Marcy, Malik Issolah et Didier Forest - produit par GoodLap. Le film a reçu le Prix du Public au festival de l'Isle-Adam 2015 et en sélection dans plusieurs festivals en France et à l'étranger (Usa, Malte…).
Pour un seul en scène au théâtre, en 2021 Brigitte Lo Cicero adapte le texte de Patrick Goujon "Sous silence", un monologue publié aux éditions Actes Sud en 2011. Subventionnée par la Ville de Paris, la pièce, mise en scène par Brigitte Lo Cicero, sera programmée à l'Hyperfestival et jouée en juillet et août 2021 sous le titre Demba. Le jeune comédien Godefroy Donzel y interprète un jeune des quartiers en proie à ses démons à la suite de la mort de Demba. Jouée sur un terrain de basket, cette pièce a été produite par la compagnie Acteurs au pluriel.
En 2023, la comédienne incarne Camille Claudel au Théâtre de L'Ile Saint Louis, dans une interprétation saisissante.

## Filmographie
- 2009 : Comme les cinq doigts de la main de Alexandre Arcady, long-métrage
- 2011 : L'Exercice de l'État de Pierre Schöller, long-métrage
- 2012 : L'Oncle Charles d'Étienne Chatiliez, long-métrage
- 2012 : La Vie domestique de Isabelle Czajka, long-métrage
- 2012 : Des soucis et des hommes de Christophe Barraud, série télévisée
- 2012 : Le Jour où tout a basculé, série télévisée : épisode Je suis victime de violences conjugales : Isabelle
- 2012 : Danse pour une tomate de Ingrid Lanzenberg, court-métrage
- 2013 : Woman With No Name de Fabio Soares - court métrage (Bacon & Cheese Movies production)
- 2013 : L'Agence de Henry Marquis - web-série (Capa production)
- 2013 : L'amour est un crime parfait des frères Larrieu : Doublure Anna
- 2013 : L'Amérique des autres de Florian Kuhn - Prix Bernard Prevost aux 20° rencontres du film d'action sociale de Nancy 2014.
- 2014 : Nectar de Lucile Hadzihalilovic - court métrage (production De Films en aiguille)
- 2014 : Errance de Peter Dourountzis - Grand Prix Unifrance du court métrage au Festival de Cannes 2015 - Prix du meilleur court métrage au Festival d’Amiens 2015.
- 2014 : Arnaud fait son 2e film de Arnaud Viard.
- 2015 : Frank et Lola de Matthew M. Ross.
- 2015 : Madres libres de A. Lacince et V. Videnina - Prix des Femmes au Festival Le temps Presse 2015.
- 2016 : Caramel mou de Wilfried Meance, avec Pablo Pauly, Edith Le Merdy, Brigitte Lo Cicero (prix de la meilleure actrice au Geofilmfestival, à Padoue en Italie), Luc-Antoine Diquéro et Laure Hennequart.
- 2017 : Bande de Zazous de Pierre Le Gall
- 2017 :  Tout le monde ne survivra pas de Thibault Lang-Willar
- 2018 : Je suis un Réconfort de Malik Rezzik.
- 2020 : Mamans Bobos de Brigitte Lo Cicero, avec Ludivine Druot, Brigitte Lo Cicero et Damien Guicheteau
- 2021 : Face à face de Lucie Jan-Noich
- 2022 : Gamins de Laurianne Vuillerey
- 2022 : L'Homme parfait de Xavier Durringer
- 2023 : Un Gars, une Fille (au pluriel) de Sylvain Fussée - TF1
- 2025 : Brigade anonyme de Ivan Fegyveres, avec Eric Cantona - M6 - Bonne Pioche production.

## Réalisation
- 2015 : Le jour du marché - court métrage (Prix du Public au festival de l'Isle -Adam présidé par Mehdi Charef
- 2020 : Mamans Bobos - court métrage

## Théâtre
- 2001/02 : On passe dans huit jours de Frédéric Jacquot
- 2001/02 : Les Desseins de la Providence de Frédéric Jacquot
- 2001/02 : La Paire de Gifle de Frédéric Jacquot
- 2004 : La Dame de chez Maxim's de Jean-Luc Jeener (Théâtre du Nord-Ouest)
- 2005 : Quatre de Marie Du Roy, (théâtre du Lucernaire)
- 2005 : La Belle et la Bête de Guy Grimberg (au Palais des Glaces)
- 2006 : Le Malade Imaginaire de Colette Roumanoff théâtre (Théâtre Fontaine)
- 2008 : Bureau 212* de Jean-Patrick Gauthier (Théâtre Le Funambule)
- 2008 : The Fly (La Mouche) de David Cronenberg, (Théâtre du Châtelet)
- 2008/09 : Kebab.com - Love in the City de Paul Buresi, (au Guichet Montparnasse et Blancs Manteaux)
- 2009 : Vous n’avez pas de nouveau message de Nina Seul et Marika Prato (théâtre de La Grande Comédie)
- 2010 : L’Impossible mis en pièce de Laurence Causse, (Festival d'Avignon & tournée)
- 2011/13 : Une Chambre à Hollywood de Brigitte Lo Cicero (Petit Héberthot et théâtre de l'Odyssée à Levallois)
- 2015 : Cut de Christine Massa (Gare au Théâtre)
- 2015/16 : Le Tombeur de Jean-Luc Moreau (Théâtre des Nouveautés et tournée)
- 2021 : Lucrèce Borgia de Hélène Kosem (Maquette Barouf)
- 2023 : Mesure de nos jours de Carole Rochelle (Théâtre de Bougival)
- 2023 : Camille Claudel de Diego Bragonzi-Bignami (Théâtre de L'Île Saint Louis)
- 2023/24 : Roméo & Juliette de Maud Buquet Kandinsky  (Théâtre Douze Paris et tournée)

## Doublage
- 2024 : Les Couleurs du mal : Rouge : voix additionnelles

## Mise en scène
- Une chambre à Hollywood - pièce de théâtre jouée à Paris au Petit Héberthot et au théâtre de l'Odyssée à Levallois

## Publication
- Brigitte Lo Cicero, Une chambre à Hollywood, Alna Éditeur  (ISBN 2-84959-304-4)

## Distinctions
- Premier prix d'interprétation au festival Accor de théâtre de Quiberon[2][Quand ?]
- Élue dans le top 20 des plus jolies actrices de l'année 2011 (Passeur critique)[10]
- Prix de la meilleure actrice pour son rôle dans Déclic d'Arnaud Prochasson, un road-movie produit par PCPM Productions (festival international « 48 Hour Film Project » 2012)[6]
- Prix du public au festival de l'Isle-Adam 2015 pour son premier court-métrage Le Jour du marché (GoodLap production)
- Prix de la meilleure actrice pour son rôle dans Caramel Mou de Wilfried Meance au Geofilmfestival (Italie)